# Швянтойи (река, впадает в Балтийское море)
Швянтойи (лит. Šventoji, латыш. Sventāja; устар. Свента) — река, протекающая по территории Клайпедского уезда на северо-западе Литвы и юго-западной границе Курземе (Латвия) с Литвой. Длина реки равна 68,4 км. Площадь бассейна составляет 472 км².

## Названия
Согласно правилам транскрипции название с литовского языка должно передаваться как Швянтойи лит. Šventoji. В Латвии река носит название Свентая (латыш. Sventāja). Название реки и по-литовски и по-латышски означает «священная».
Другие названия: Швентойи, Гейлиген-Аа, Святая, Святая Аа, Свента.

## Гидрография
Берёт начало у южной окраины села Шатраминяй (лит. Šatraminiai) в Скуодасском районе, на высоте ≈48 м над уровнем моря. От истока течёт на северо-запад по территории Моседского и Лянкимайского староств до границы Литвы с Латвией, затем сворачивает на юго-запад. Впадает в Балтийское море в районе посёлка Швянтойи входящего в состав Палангского городского самоуправления.

### Притоки
Основные притоки:
- левые: Парайступис (лит. Paraistupis), Лаукупис (лит. Laukupis), Плаушмиркис (лит. Plaušmirkis), Ипилтис (лит. Įpiltis), Кульше (лит. Kulšė), Дарба;
- правые: Дунойелис (лит. Dunojėlis), Жиокланис (лит. Žioklanis), Скроблис (лит. Skroblis), Лукне (лит. Luknė)[1][6].

## История
Упоминается в «Ливонской хронике» Германа Вартбергского под 1370 годом.
В местечке Свенте (Свентене) в устье реки, во второй половине XVII века, с разрешения короля Яна III Собеского была размещена контора английских купцов.
До 1701 года в устье Швянтойи существовала гавань, но в ходе Северной войны девять шведских военных судов завалили её камнями.
В 1767 году землевладелец из Жямайтии Станисловас Пилсудскис исследовал остатки порта Швянтойи и разработал проект его восстановления.
Работы по восстановлению порта велись периодически вплоть до начала Второй мировой войны, но после её окончания он уже потерял своё стратегическое значение для Литвы, поэтому дальнейшее развитие порта не осуществлялось.
В 1957 году вблизи устья был построен Швянтойский маяк.

## Населённые пункты
Вдоль берегов реки расположены следующие населённые пункты: Калвяй, Сянойи-Ипильтис, Лянкимай, Бутинге, Швянтойи, и другие.